# 12070 Kilkis
A 12070 Kilkis (ideiglenes jelöléssel 1998 FK63) a Naprendszer kisbolygóövében található aszteroida. A LINEAR projekt keretében fedezték fel 1998. március 20-án.